# 1992 UJ6
1992 UJ6 är en asteroid i huvudbältet som upptäcktes den 31 oktober 1992 av den japanska astronomen Nobuhiro Kawasato i Uenohara.